# 貨幣

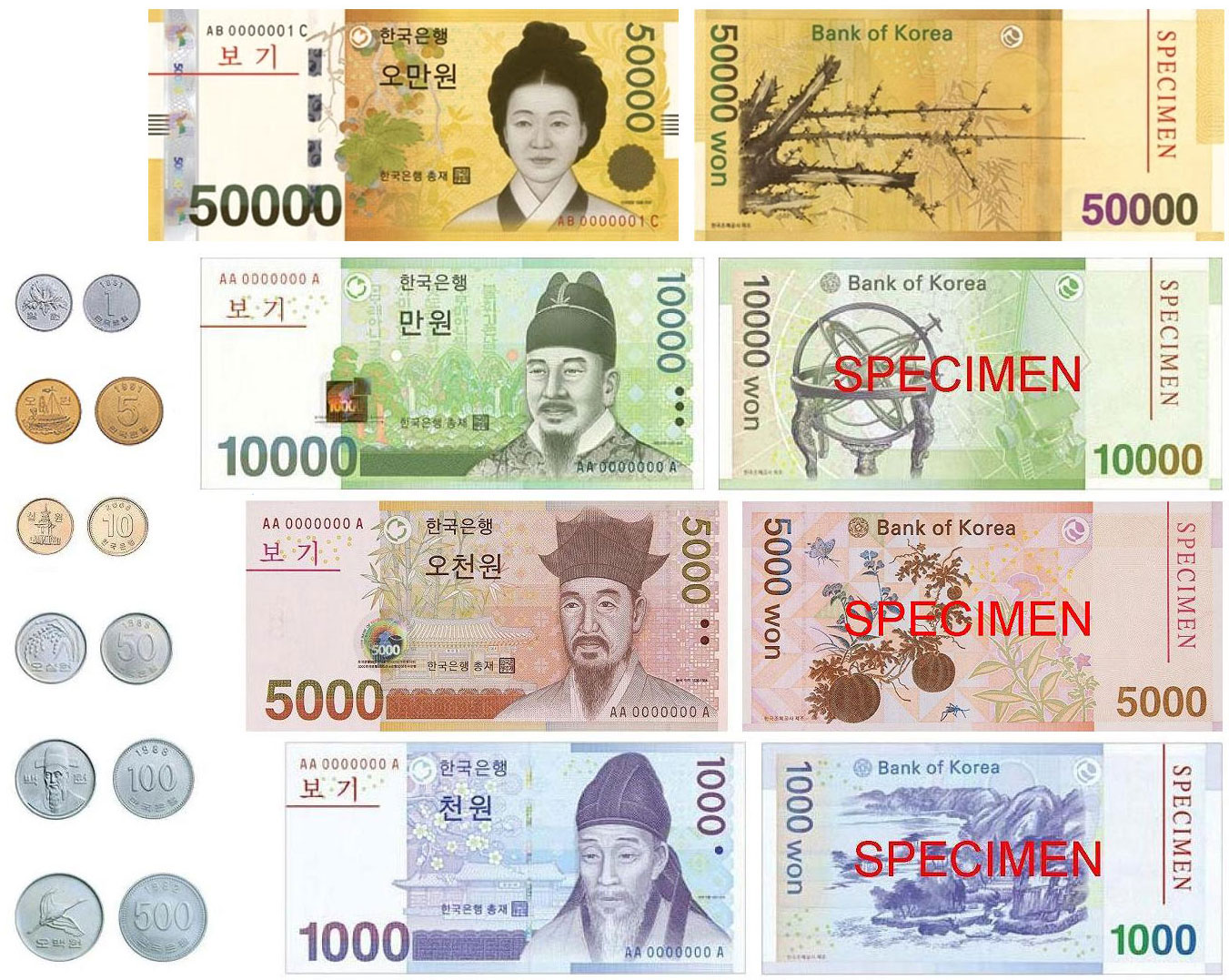
韓元

貨幣（英语：Currency），又稱金錢（英语：Money），可簡稱錢，是为了提高交易效率而用于交换的中介商品。货币有多种形式，如贝壳粮食等自然物、金属纸张等加工品、银行卡信用卡等磁条卡、移动支付、加密货币等。货币的属性因经济体系的兴衰而不断演变，如礼物经济的兴起衍生出实物货币；商品经济的兴起衍生出金属货币；金权经济的兴起衍生出金属代用货币和信用货币；共享经济的兴起衍生出超主权货币。货币价值由在经济活动中的交易效率决定。
人们在不同经济环境中，可能在不同的媒介商品上达成共识。可以是貴金屬乃至於一般金屬，也可以是有價值的民生必需品，例如，战国时期楚国的泥质金饼、羅馬帝國的軍中食鹽、现在美国监狱中的香烟货币。这一点使得学术界对货币的定义有争议。有人提出两种定义方法。归纳法，根据货币的显著特征下定义；实证法，通过实证方法来研究各种金融资产的流动性，进而规定不同层次的货币。商品经济中，货币是主权国家或者经济体内部衡量物资与服务价值（物价）的指标，也是償還債務的特殊商品。 貨幣还是用作交易媒介、儲藏價值和記帳單位的一種工具。互联网时代，基于某些货币，去中心化区块链技术得到应用。
貨幣包括流通貨幣，尤其是合法的通貨，也包括各種儲蓄存款，在現代經濟領域，貨幣的領域只有很小的部分以實體通貨方式顯示，即實際應用的紙幣或硬幣（例如早期使用的金銀本位貨幣，或今日常見的“纸币”交易型態），記帳系統和電腦網路流行後大部分交易都使用支票或電子貨幣（第三方支付或信用卡）。貨幣區是指流通並使用某一種單一的貨幣的國家或地區。不同的貨幣區之間在互相兌換貨幣時，需要引入匯率的概念。

## 簡介

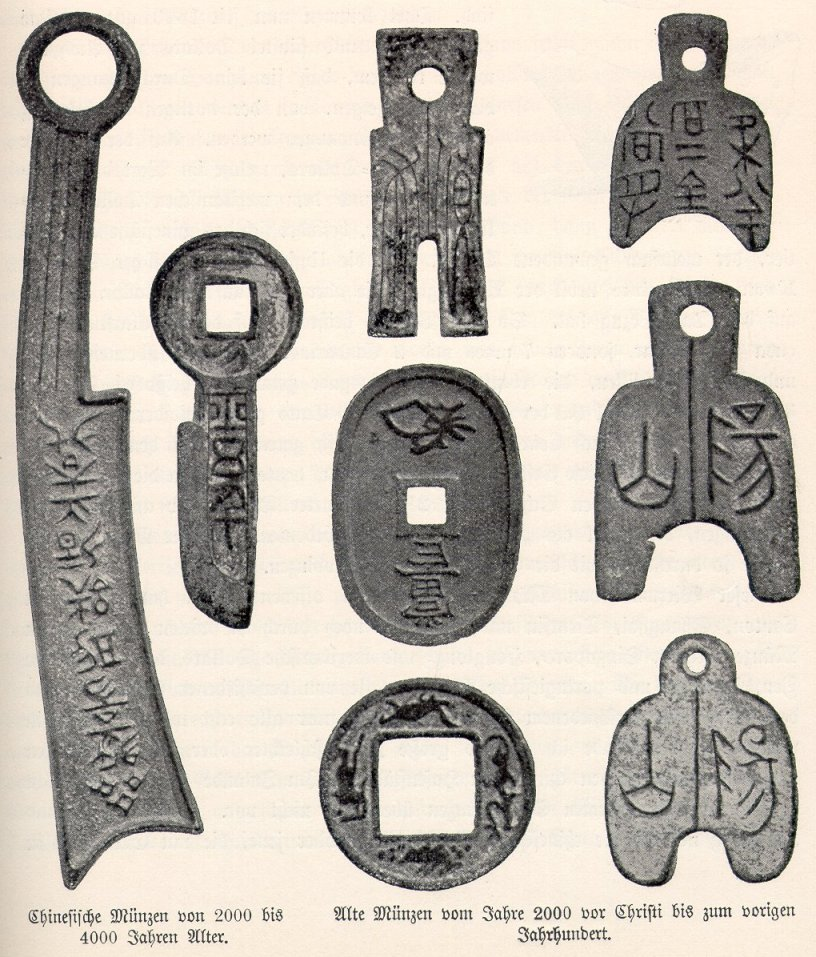
中國古代的刀錢、布錢與孔方錢

通常，每個國家都只使用唯一的貨幣。货币由当局的中央銀行机构强制發行和控制，中央银行有权决定本国货币的面值和发行量，但无权决定货币的市场购买力。不過也存在例外，亦即多個國家可以使用同一種貨幣。例在歐盟國家通用的歐元，在西非國家經濟共同體的西非法郎，以及在19世紀的拉丁貨幣同盟，名稱不同但能在聯盟內部自由流通的等值貨幣。
一個國家可以選擇別國的貨幣作為法定流通貨幣，比如，巴拿馬選擇美元作為法定貨幣。不同國家的貨幣還可能使用相同的名字，比如，在法國、盧森堡和比利時使用歐元之前與瑞士的貨幣都叫法郎。此外在边境地区，由于两国居民相互通商，也会有对方国家的货币在流通。
有時因為特殊原因，同一個國家內的不同自治實體可能也會發行不同版本的貨幣，例如在英國，包括英格蘭、蘇格蘭或甚至偏遠離島的澤西島、根西島都擁有各自發行的不同版本英鎊，並且互相可在英國境內的其他地區交易，但唯有英格蘭英鎊才是國際承認的交易貨幣，其他版本的英鎊在英國境外可能會被拒絕收受。
基於歷史等因素，兩岸四地有各自的貨幣政策，中國大陸地區法定貨幣是人民幣，港澳地區因為實行一國兩制，根據基本法發行各自的貨幣，香港法定貨幣是港元，澳門法定貨幣是澳門元；港元直接與美元掛鉤，澳門元直接與港元掛鉤，間接與美元掛鉤。另外中華民國所統治的台澎金馬地區則使用新台幣。
每個基本貨幣單位通常還可以分成更小的輔幣。最常用的比例是輔幣為主幣的1/100，比如，100分 = 1元。在法國大革命推廣公制以前，歐洲歷史上曾經長期採用1/20/240進制，例如在英國，1英鎊等於20先令、240便士；法國的情況是12個但尼爾（denier）為1蘇（Sol），20個蘇為1里弗爾（livre，又稱鋰）。1:7、1:14、1:25、1:10、1:1000以及其他進位制也曾被使用。
有的國家的貨幣沒有輔幣，或者雖然有輔幣，但是由於幣值太小而只是理論上的換算單位，而沒有發行實際的貨幣，比如日圓和韓圓。

## 歷史
貨幣的歷史，可以追溯至史前以物易物的階段。後來經過金屬貨幣、金銀、紙幣以及金銀本位制度，演化至近代之面貌。
以物易物的方式可能可以追溯到約十萬年前，只是沒有證據說明有任一個社會或經濟體曾經用以物易物的方式交易。沒有貨幣的社會可能是用债务或禮物經濟原則交易，若以物易物沒有發生，一般是出現在完全陌生或是潛在為敵的群體中。
世界上許多不同的文化最後都出現了商品貨幣。像希伯來人使用的舍克勒本來是重量單位，後來指特定重量的大麦，屬於商品貨幣。第一次使用貨幣一詞是在公元三千年前的美索不达米亚。美洲、亞洲、非洲及澳洲曾使用貝幣，一般是用宝贝科貝類的殼。依照希羅多德的記載，吕底亚人是西方最早使用金幣及銀幣的民族。許多學者認為最早的硬幣出現在西元前650–600年。

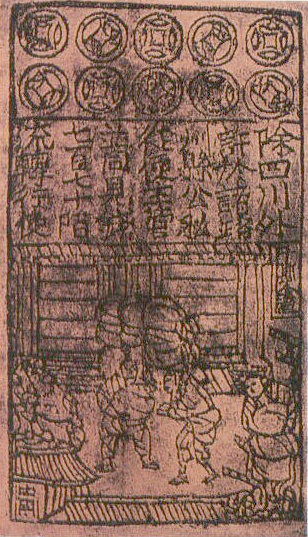
宋朝的交子，世界最早的纸币

有些文化的商品貨幣慢慢變成了代用貨幣，金或銀的商家或銀行會針對存入的商品貨幣提供收據，並且可以依收據換回商品貨幣。最後收據可以代替商品貨幣，成為廣為接受的付款方式，最後就成為貨幣。中國是最早使用紙幣的國家，在宋朝當時的紙幣稱為「交子」，衍生自第七世紀就出現的本票，不過當時的紙幣是和硬幣一併使用，紙幣沒有完全取代商品貨幣。在十三世紀，像馬可·波羅及魯不魯乞等旅行家將紙幣帶到歐洲。馬可·波羅在元朝到中國，在《馬可·波羅遊記》中提到紙幣。斯德哥爾摩銀行在1661年發行紙幣，是歐洲第一個發行紙幣的銀行，後來也發行硬幣。
金本位是曾在十九世紀及二十世紀盛行的金屬貨幣制度，在金本位制度下，各個實行金本位的國家之間貨幣按照它們各自的含金量之比——金平價（Gold Parity）來決定兌換比率。這個體系是以黃金的自由流動為基礎的。第一次世界大戰爆發後，英國、法國、俄國、德國、日本等參戰國紛紛禁止黃金出口，金本位體系實際上已經崩潰了。
第一次世界大戰後，德國、奧地利等國出現了貨幣大幅度貶值的現象。此後各國貨幣之間沒有一個固定的匯率基礎。1944年的布雷頓森林協定規定，國際貨幣基金組織的成員國，其貨幣應當與黃金或美元掛鉤，實行固定匯率兌換。這個協定確立了美元的國際貨幣地位，由此建立的各國貨幣體系稱為布雷頓森林體系。1971年8月，美元停止與黃金的自由兌換，布雷頓森林體系宣告崩潰。從此，進入符號貨幣時代。此後各國之間實行浮動匯率。
國際標準組織（ISO）指定一套三位字母的符號體系，用來表示各國的貨幣。這個標準的代號為ISO 4217。在貨幣匯率表中可以看到最近幾年裡，世界各國貨幣之間的匯率變化情況。

## 分類
發行者分類，可分為公錢法定貨幣、私营货币和區域貨幣社區貨幣。公錢一般說來由政府來發行，當它存在的時候，一般說來佔主導地位。
若依貨幣本身的價值來分類，可解貨幣學，其價值是由法令強制規定，其商品價值小於貨幣價值。
也有些不屬於貨幣的工具稱為貨幣，例如信用卡會稱為塑膠貨幣信用的代價－塑膠貨幣症候群，但其僅為延遲支付的工具，不屬於貨幣的一種。

## 功能
威廉·斯坦利·傑文斯在《貨幣與交換機制》（Money and the Mechanism of Exchange）(1875)中分析了貨幣的四個功能：交易的媒介、記賬單位、儲存價值和延期支付的標準。這些概念期後被廣泛用於宏觀經濟學課本。
但現代經濟學課本通常只列出首三個功能，不包括延期支付的標準。

### 交易媒介
貨幣作為交易的媒介（英語：Medium of Exchange），交易可通過貨幣完成，不需以物易物。其主要特点是在商品买卖中，商品的让渡和货币的让渡在同一时间内完成，通俗地说是一手交钱、一手交货。因此，从价值运动的角度观察，货币执行流通手段职能时，在同一时间内，价值的运动是双向的。即卖方在得到价值的同时出让使用价值，买方在让渡价值的同时获得使用价值。
货币作为流通手段时，称为通货。

### 記賬單位
記賬單位（Unit of Account）是貨幣作為社會勞動的直接體現。貨幣本身作為一種商品，可以以自己為標準，與其他商品進行量的比較，而此時商品的價值形式就轉化為貨幣的價格形式，商品通過貨幣進行表達的價值形式即為價格。當貨幣執行價值尺度這一職能時，貨幣只需要以想像中的或是觀念上的形式存在就可以了，然而他的單位則必須依賴於現實中流通的貨幣。正是由於貨幣的價值尺度功能，使得人們可以將不同形式的商品先轉化為貨幣的價格形式，然後再與其他商品進行交換。貨幣本身作為商品也存在不同貨幣之間量的差別，因此人們為貨幣也制定了一個量的標準，即規定價格標準（有時亦稱價格標度）。含有一定金屬重量的貨幣單位及其等份。

### 貯藏功能
貯藏手段（Store of Value）指的是当货币退出流通领域，被当作社会财富的代表被保存起来时货币所发挥的作用。一般來說，價幣用作價值儲藏風險是最低的。但是，通脹會削減購買力，而且貨幣並無利息收入，因此，長期來說，價值儲存的功能並不及其餘的能力重要。现实定义上不再声明具有貯藏功能。

### 延期支付的標準
延期支付的標準（Standard for deferred payment），在赊销赊购中，货币被用来偿还债务。當债务是以貨幣來計算，其價值會因為通貨膨脹和貨幣貶值而減低。因此，延期支付的功能需要從上面三個功能中特別分拆出來。

## 货币与宏观经济
货币发行量应遵循此计算公式：
{\displaystyle M={\cfrac {PQ}{V}}}
{\displaystyle M}指流通中所需货币量（通货量）
{\displaystyle P}指商品的平均价格
{\displaystyle Q}指商品数量
{\displaystyle V}指货币流通速度（以货币周转次数计）
按通常的货币主义的解释，当实际通货量大于所需的通货量时，便会导致货币贬值，形成通胀。反之，就会导致通缩。

## 防偽
偽造貨幣的問題與貨幣制度一同出現。在使用金屬貨幣的時代，偽造的方法是在金、銀幣中攙入銅、鉛等廉價金屬。當時對付這種犯罪唯一的方法是一旦發現，就使用嚴厲刑罰，甚至死刑，以此來威嚇偽造者。
紙幣更容易偽造。法國大革命後，發行了以沒收的教會財產為抵押的債券，作為代用紙幣。為了破壞法國經濟，英國政府曾經偽造過這種貨幣（同時規定私人偽造法國紙幣將會被判處死刑）。這也是最早的經濟戰之一。第二次世界大戰期間，德國曾經在集中營裡大量偽造英國和美國的紙幣。私人或犯罪組織偽造紙幣的記錄也層出不窮。為了避免偽造，紙幣採用了很多防偽措施：專用的特殊紙張，膠版凸印、防伪水印，磁性油墨，金屬安全線，紫外線螢光記號、變色油墨、正反面圖案對印（這種技術在法國法郎上最為醒目）等等。澳大利亞、新西蘭、新加坡、馬來西亞、香港、越南、加拿大、台灣等地還發行了塑膠貨幣。

## 货币发行准备制度
货币发行准备制度是为约束货币发行规模维护货币信用而制定的，要求货币发行者在发行货币时必须以某种金属或资产作为发行准备。在金属货币制度下，货币发行以法律规定的贵金属作为发行准备，在现代信用货币制度下，各国货币发行准备制度的内容比较复杂，一般包括现金准备和证券准备两大类。

## 相關內容
- 圆 (东亚货币单位)
- Dollar
- 面额
- 貨幣信用

## 外部連結
- 外幣貿易（页面存档备份，存于）
- 世界編目的鈔票 （页面存档备份，存于）
- Convertworld.com （页面存档备份，存于）
- HTML結構化資料/貨幣金額 （页面存档备份，存于）